# Agència de Kolhapur
L'agència de Kolhapur o Agència de Kolhapur i dels Estats Marathes del Sud (o Meridionals) fou una entitat administrativa britànic de l'Índia central, formada pels següents estats:
- Kolhapur
  - Vishalgarh
  - Bavra
  - Kagal (branques Sènior i Júnior)
  - Inchalkaranji
  - Jagatguru
  - Guru Maharaj
  - Torgal
  - Kapshi
  - Dattaji Rao
  - Datwad
  - Himat o Himmat Bahadur
  - Sarlashkar o Sar Lasjhkar o Sir Lashkar
  - Patankar;
- Sangli
- Miraj Sènior
- Miraj Júnior
- Kurundvad Sènior
- Kurundvad Júnior
- Jamkhandi
- Mudhol
- Ramdurg.

Els territoris estaven formats per gran nombre de peces aïllades. La llengua era el marathi i en alguns casos el canarès. L'estat de Sangli era el més gran i important. Els de Sangli, Miraj (dues branques), Kurundvad (dues branques) i Jamkhandi pertanyien a la família Patvardhan. Aquestos estats eren anomenats Estats Marathes Meridionals (o Estats Marathes del Sud o Sud del País Maratha) i administrats pel resident a Kolhapur que al mateix temps era l'agent pels Estats Marathes del Sud.
El 1933 l'antiga agència de Kolhapur i dels Estats Marathes Meridionals fou unit a l'agència de Bijapur i va esdevenir l'Agència dels Estats del Dècan o Agència dels Estats del Dècan i Residència de Kolhapur.